# 拉馬努金-索德納常數
拉馬努金-索德納常數（英語：Ramanujan–Soldner constant）也稱為索德納常數，定義為对数积分函數的唯一正根，得名自拉马努金及約翰·馮·索德納。
拉馬努金-索德納常數的數值近似值μ ≈ 1.451369234883381050283968485892027449493… （OEIS數列A070769）。
对数积分的定義為
{\displaystyle \mathrm {li} (x)=\int _{0}^{x}{\frac {dt}{\ln t}},}
可得
{\displaystyle \mathrm {li} (x)\;=\;\mathrm {li} (x)-\mathrm {li} (\mu )}
{\displaystyle \int _{0}^{x}{\frac {dt}{\ln t}}=\int _{0}^{x}{\frac {dt}{\ln t}}-\int _{0}^{\mu }{\frac {dt}{\ln t}}}
{\displaystyle \mathrm {li} (x)=\int _{\mu }^{x}{\frac {dt}{\ln t}},}
因此在針對正數計算時比較方便，另外因為指数积分函數滿足以下的方程式：
{\displaystyle \mathrm {li} (x)\;=\;\mathrm {Ei} (\ln {x}),}
因此指数积分的唯一正根為拉馬努金-索德納常數的自然對數，數值近似值為ln(μ) ≈ 0.372507410781366634461991866... （OEIS數列A091723）

## 外部連結
- 埃里克·韦斯坦因. . MathWorld.